# Christlicher Hilfsbund im Orient

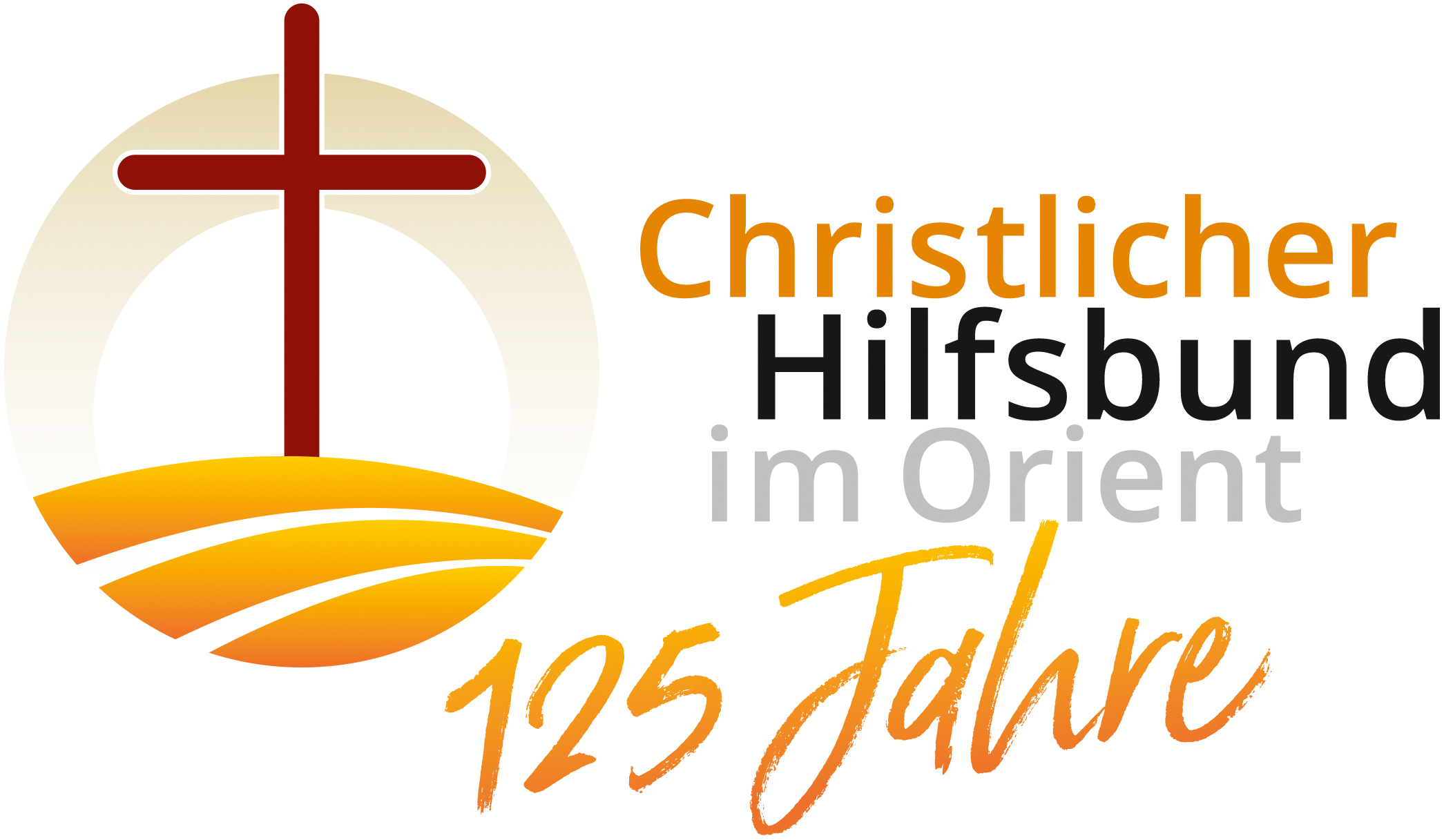
Logo des Christlichen Hilfsbundes aus dem Jahr 2021 anlässlich des 125-jährigen Jubiläums

Der Christliche Hilfsbund im Orient e. V. ist ein Hilfswerk evangelischer Christen in Deutschland pietistischer Prägung, das seit 1896 Christen im Nahen Osten unterstützt. In Zusammenarbeit mit dem Schweizer „Christlichen Hilfsbund im Orient – Zürich“ und anderen Organisationen steht das deutsche Hilfswerk christlichen Minderheiten im Nahen Osten in Notsituationen zur Seite und fördert Hilfsprojekte und Bildungseinrichtungen. Anlass für die Gründung des Hilfsbundes war 1895/96 die erste große Welle von Massakern an Armeniern und Aramäern im Osmanischen Reich. Als einer der Ersten organisierte der Frankfurter Pfarrer Ernst Lohmann umfangreiche Hilfsmaßnahmen für die Hinterbliebenen der ermordeten Christen.

## Geschichte

### Gründung, erste Blütezeit, Erster Weltkrieg und Völkermord (1896–1920)
Den „Deutschen Hülfsbund für christliches Liebeswerk im Orient“ (so der ursprüngliche Name) gründete der evangelische Gemeindepfarrer Ernst Lohmann (1860–1936) in Frankfurt/M. Er war um 1900 eine der markantesten Persönlichkeiten der pietistischen Gemeinschaftsbewegung innerhalb der evangelischen Landeskirchen. Neben seinem Pfarramt engagierte er sich als Evangelist, Schriftsteller und Initiator von diakonischen und missionarischen Werken.
1895 erfuhr Lohmann aus einer ausländischen Zeitschrift (Christian Herald, USA) von den Massakern an Armeniern und Aramäern in Anatolien, denen ca. 100 Tsd. Menschen, vor allem Männer, zum Opfer fielen. Lohmann machte diese Tragödie am 2. Februar 1896 mit einem Flugblatt bekannt und brachte damit die deutsche evangelische Armenierhilfe in Gang. Die Resonanz war überwältigend. Lohmann sandte sofort Hilfsgelder zur Versorgung von überlebenden Witwen und Waisen an die vor Ort tätige „Amerikanische Mission“ (ABCFM).
Am 2. Juli 1896 gründeten Pfr. Ernst Lohmann, Pfr. Johannes Lepsius (Berlin) und weitere Persönlichkeiten in Frankfurt/M. den „Deutschen Hülfsbund für Armenien“ als Dachverband, aus dem der Frankfurter „Hilfsbund für christliches Liebeswerk im Orient“ und die Armenierhilfe der Deutschen Orient-Mission in Berlin als größte Werke im evangelischen Raum hervorgingen. Bereits im November 1896 sandten die Frankfurter den Arzt Fritz Härle und den Lehrer Johannes Ehmann als erste Langzeitmitarbeiter in die Türkei. Zahlreiche Kräfte aus Deutschland, der Schweiz und anderen Ländern folgten. Am Anfang war die Amerikanische Mission sehr behilflich. In Absprache mit ihr gründete der Frankfurter Hilfsbund in Zentralanatolien in rascher Folge bis Ende 1898 Waisenhäuser, Werkstätten, Ausbildungsbetriebe, Schulen und Kliniken – später dann auch Fachschulen für die Ausbildung von Lehrern, Predigern und Evangelistinnen. Die wichtigsten Orte für Hilfsbundarbeit waren zunächst Bebek, Marasch, Mesereh, Sivas und Van; später folgten Aktivitäten in Muş, Harunija und an weiteren Orten.
1909 kam es zu erneuten Massakern im Raum Adana, denen ca. 20.000 Armenier zum Opfer fielen. Der Hilfsbund sandte aus Marasch einen Hilfskonvoi und nahm in seinen Einrichtungen weitere Waisenkinder auf. Kurz vor dem Ersten Weltkrieg unterhielt der Hilfsbund 14 Waisenhäuser mit Werkstätten, 30 Schulen verschiedener Größe, ein Lehrerseminar, ein Predigerseminar, ein Krankenhaus und zwei Ambulanzen. In diesen Einrichtungen arbeiteten 45 Ausländer (überwiegend aus Deutschland) und ca. 200 Einheimische, vor allem Armenier. Inmitten des Ersten Weltkrieges, in dem das Osmanische Reich mit dem Deutsche Reich verbündet war, führte der türkische Staatsapparat 1915–1917 einen systematischen Völkermord an Armeniern und Aramäern durch. Ihm fielen mehr als eine Million Menschen zum Opfer. Es war für die Mitarbeiter des Hilfsbundes notvoll, dass Deutschland den Völkermord nicht verhindern konnte, sondern zu ihm schwieg. Dem Hilfsbund gelang es, die meisten Waisenkinder und armenischen Mitarbeiter vor der Deportation und dem sicheren Tod zu bewahren. Im syrischen Aleppo leistete die Schweizer Hilfsbundmitarbeiterin Beatrice Rohner mit ihren Mitarbeitern einen aufopfernden Einsatz, mit dem sie vielen Armeniern das Leben rettete. Bis heute halten armenische Kreise das damalige Wirken der Hilfsbundmitarbeiter in ehrenvollem Andenken.

### Ringen um das Überleben des Hilfsbundes (1920–1945)
Auf dem Gebiet der Republik Türkei konnte der Hilfsbund seine diakonische und seelsorgerliche Tätigkeit in begrenztem Umfang zunächst fortsetzen, vor allem durch nichtdeutsche Mitarbeiterinnen. 1922 organisierte der ehemalige Hilfsbundmitarbeiter und elsässische Pfarrer Paul Berron in Straßburg die Hilfsbundfreunde im französisch gewordenen Elsass zur „Christlichen Morgenlandmission“ (Action Chrétienne en Orient, ACO). Diese sandte Mitarbeiter in das französische Mandatsgebiet Syrien/Libanon, um hier armenischen und aramäischen Überlebenden des Völkermords umfassend zu helfen, besonders im Raum Aleppo. – Ebenfalls 1922 überführte der Schweizer Jakob Künzler die letzten Waisenkinder aus der Türkei in das Libanongebiet.
Auf dem Balkan waren zahlreiche armenische Überlebende des Völkermords gestrandet. Der Hilfsbund sah eine wichtige Aufgabe darin, ihnen durch Hilfsprogramme, Seelsorge und Verkündigung beizustehen. In Bulgarien übernahm er 1923 die Reste des Personals der Deutschen Orient-Mission. Ferner sandte er neue Kräfte nach Bulgarien (Plovdiv, Schumen, Sofia, Varna) und Griechenland (Kavalla, Saloniki). In Bulgarien befgann der Hilfsbund auch mit Missionversuchen unter Muslimen. Das war durchaus im Sinne des Gründers Ernst Lohmann.
In Marasch (Anatolien) entstand aus der Hilfsbundarbeit 1932 eine türkisch-evangelische Gemeinde, die bis Mitte der Fünfzigerjahre Bestand hatte. 1933 wiesen die türkischen Behörden die Mitarbeiterinnen des Hilfsbundes aus Marasch aus. Bei Ausbruch des Zweiten Weltkrieges 1939 mussten auch die letzten Mitarbeiterinnen die Türkei verlassen. 1944 kam die Arbeit in Bulgarien kriegsbedingt an ihr Ende. Damit musste der deutsche Hilfsbund seine Hilfsmaßnahmen für einige Jahre einstellen.
Da das Deutsche Reich den Devisentransfer einschränkte, sahen sich die Schweizer Unterstützer des Deutschen Hilfsbundes veranlasst, 1937 aus den bestehenden örtlichen Hilfskomitees in Zürich einen eigenen „Schweizer Hilfsbund“ zu gründen. Aus der neutralen Schweiz war es möglich, auch während des Krieges und in den ersten Nachkriegsjahren Hilfsmaßnahmen zu fördern.

### Neubeginn im Libanon (1947–1975)
1947 bot sich dem Schweizer Hilfsbund die Möglichkeit, in der neu gegründeten Republik Libanon und mit Unterstützung der dortigen evangelischen Armenier in dem Umsiedlerdorf Anjar mit Hilfsmaßnahmen zu beginnen. Acht Jahre zuvor hatte die französische Mandatsverwaltung hier Armenier aus dem Musa-Dagh-Gebiet auf Ödland, das von Malaria verseucht war, ansiedeln lassen. Die Menschen lebten in ärmlichsten Verhältnissen. Die Schweizer Lehrerin und Malcheschwester Hedwig Aenishänslein leistete Pionierarbeit in medizinischer Versorgung, Kultivierung des Bodens, biblischem Unterricht und im Aufbau einer mehrgliedrigen Schule. Im Laufe der Jahre kamen zahlreiche Mitarbeiter aus Deutschland und der Schweiz nach Anjar, um in den verschiedenen Arbeitszweigen tätig zu werden.
Ab 1949 beteiligte sich der Deutsche Hilfsbund personell und finanziell in erheblichem Umfang an dieser Arbeit. 1957 gründeten beide Hilfsbünde gemeinsam in dem arabisch-muslimischen Nachbardorf Mejdelanjar die „Evangelische Schweizer Schule“. Im armenischen Anjar nahm ab 1962 der Bau und die Leitung von Internaten für auswärtige Schüler aus der Republik Libanon und der armenischen Diaspora des Nahen Ostens einen breiten Raum ein. Als sich 1972 der libanesische Bürgerkrieg (1975–1991) abzeichnete, entschied sich der Hilfsbund, die in Anjar aufgebauten Einrichtungen nach und nach der Union Armenisch-Evangelischer Gemeinden im Nahen Osten (UAECNE) zu übergeben.

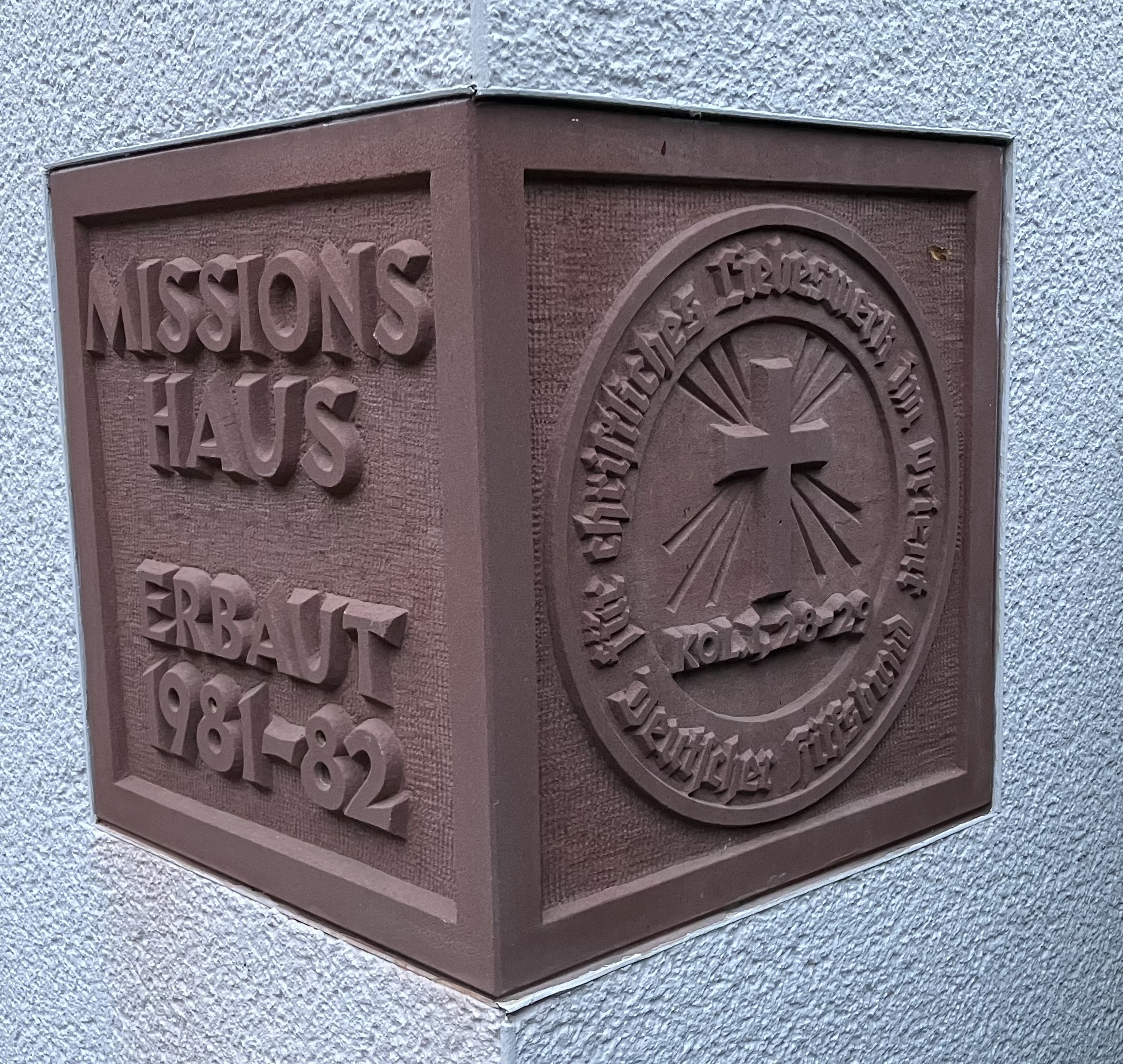

### Bürgerkrieg im Libanon, neue Aufgaben in der Region und neue Strukturen (1975–2020)
Der lange Bürgerkrieg in der Republik Libanon (1975–1991) gefährdete die Arbeit in Anjar und Mejdelanjar aufs Äußerste. Inmitten des Krieges kam 1984 das deutsche Ehepaar Anneliese und Gottfried Spangenberg (bis 2014) nach Anjar. Als Leiter und Lehrer setzte Herr Spangenberg neue Akzente in der Arbeit, z. B. in der Gründung einer Sommerbibelschule. Er schloss die Übergabe der Einrichtungen des Hilfsbundes in Anjar in armenische Hände ab und bemühte sich um das Fortbestehen der Schule in Mejdelanjar. 2013 entließ der Hilfsbund die Evangelische Schweizer Schule in Mejdelanjar in die Selbständigkeit. Spangenbergs waren die letzten Hilfsbundmitarbeiter, die dauerhaft im Nahen Osten „stationiert“ waren. Seitdem ging der Hilfsbund neue Wege, indem er in Deutschland zwei Mitarbeiter als Projektbegleiter anstellte. Diese besuchen regelmäßig die Projektpartner in den Dienstländern, informierten sich über die Durchführung der geförderten Projekte und pflegen den Kontakt und die geistliche Gemeinschaft mit den christlichen Gemeinden vor Ort.
Am Anfang dieser neuen Arbeitsweise standen Hilfsmaßnahmen in Armenien. Anlass war ein schweres Erdbeben, das 1988 das Land erschütterte. Der deutsche Hilfsbund begann mit der Durchführung von Transporten mit Hilfsgütern und Möbeln. Diese Aktionen waren der Beginn eines dauerhaften Engagements in der Kaukasusrepublik. Von 1994 bis 2013 unterstützte der Hilfsbund finanziell, materiell und personell (Entsendung von Erzieherinnen) das Waisenhaus Zatik (in Eriwan) und mit ihm zusammenhängende Projekte (Landwirtschaft, Lehrwerkstatt). 2018 begann der Hilfsbund die Zusammenarbeit mit dem armenischen Hilfswerk  Diaconia Charitable Fund in der Republik Armenien. U. a. vermittelt der Hilfsbund Kinderpatenschaften.
Bereits 2007 hatte der Hilfsbund mit der Unterstützung Not leidender christlicher Minderheiten im Norden der Republik Irak begonnen. Er wickelte seine Hilfsmaßnahmen (z. B. Beschaffung landwirtschaftlicher Maschinen, Ausrüstung von Werkstätten, Maßnahmen zur beruflichen Ausbildung und Vergabe von Kleinkrediten zur Existenzgründung) über den einheimischen Partner CAPNI (Christian Aid Programm Nohadra Iraq, Dohuk) ab.
2012 knüpfte der Hilfsbund an sein früheres Engagement in Syrien (1915–1917) und an seine langjährigen Beziehungen zu armenisch-evangelischen Gemeinden in Aleppo und im Kessab-Gebiet an und unterstützte deren Hilfsprogramme während des Bürgerkrieges (humanitäre Hilfe, Trinkwasserversorgung, Bildungsmaßnahmen und gemeindliche Jugendarbeit).
Die Explosion im Hafen von Beirut am 4. August 2020 mit ihren gewaltigen Schäden im Zentrum der libanesischen Hauptstadt veranlasste den deutschen Hilfsbund, sofort Gelder an seine armenischen Partner vor Ort zu überweisen.

## Gegenwärtige Hilfsmaßnahmen und Projektländer
Gegenwärtig unterstützt der Hilfsbund u. a. ein soziales Wohnprojekt in Armenien, ein Projekt im Irak, mit dem christlichen Binnenflüchtlingen durch Kleinkredite Arbeitsplätze geschaffen werden, sowie Schulprojekte für armenische Kinder im Libanon und in Syrien.

## Stiftung
Zur Verstetigung und Unterstützung der Arbeit wurde 2004 die Stiftung Christlicher Hilfsbund gegründet.

## Informationen
Als Informationsplattform dient neben der eigenen Website die vierteljährlich erscheinende Zeitschrift Hilfsbund Impulse.

## Mitgliedschaften
- Arbeitsgemeinschaft Evangelikaler Missionen e. V. (AEM)
- Evangelische Mission Weltweit e. V. (EMW)
- Diakonie Hessen
- Evangelische Mittel-Ost-Kommission (EMOK)